# Fly-by-wire

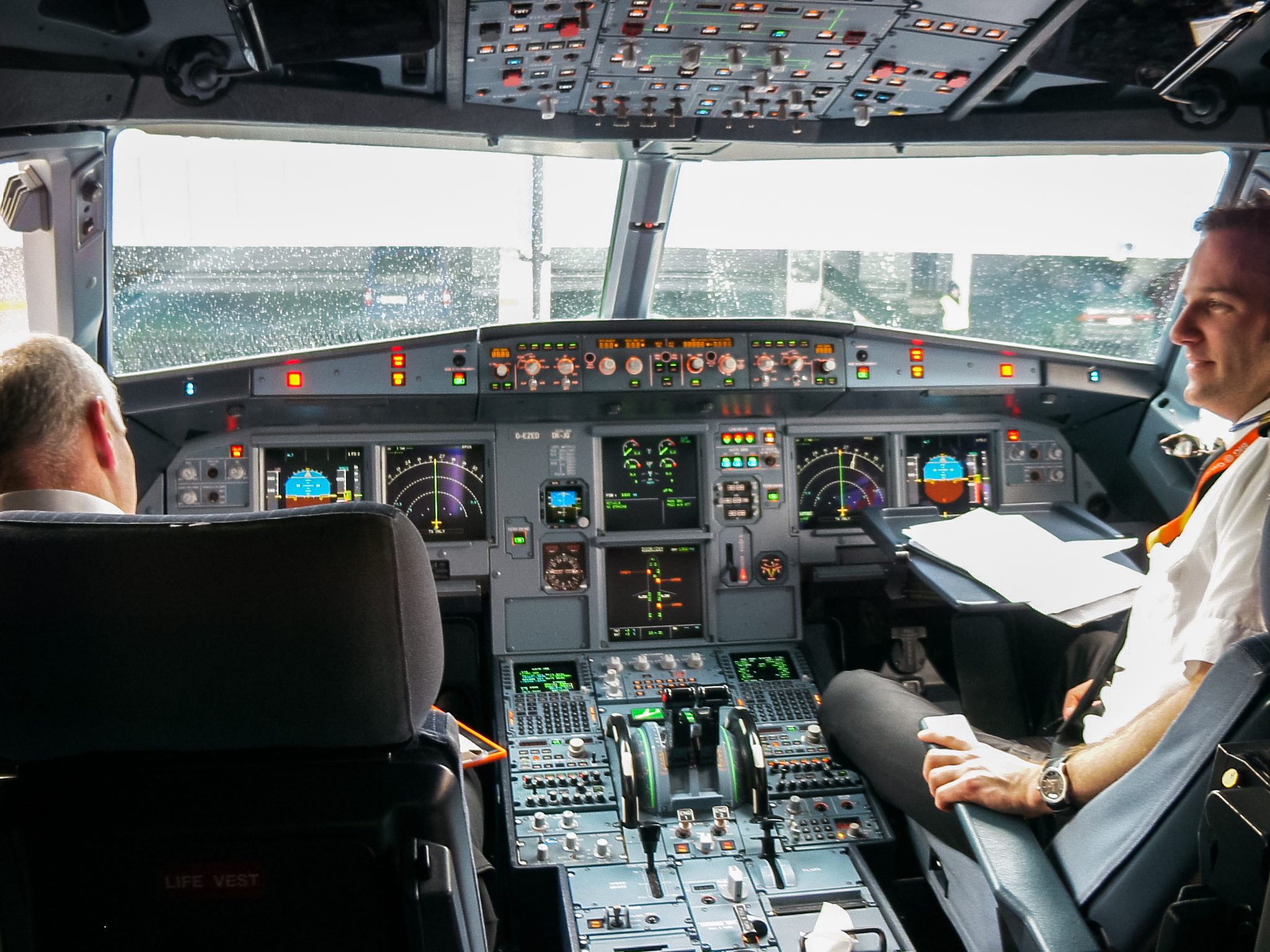
A família Airbus A320 foi a primeira dos aviões comerciais a possuir glass cockpit e um sistema de controle de voo fly-by-wire. Os únicos instrumentos analógicos eram o RMI (Radio magnetic indicator) e o indicador de pressão de freio.

Fly-by-wire ou sistema de controle por cabo elétrico é um tipo de controle por computador das superfícies móveis de um avião, que permite qualquer modificação da direção e do sentido de uma aeronave feita pelo piloto seja "filtrada" e repassada para as superfícies móveis (aileron, profundor, leme); o filtro aumenta a velocidade de reação e de manobra de uma aeronave e impede que o piloto ultrapasse os limites da célula. Do ponto de vista de projeto, a implantação do fly-by-wire tem um peso reduzido quando comparado com outras estratégias para aumentar a confiabilidade do sistema de controle, pois os sistemas de controle físicos são substituídos por cabos e comandos dados pelo que são transmitidos por sinais em um sistema computadorizado. 
Esse sistema foi usado no caça F-16 Norte Americano, tendo sofrido vários problemas na fase de seu desenvolvimento (um piloto de testes morreu em um acidente relacionado). No entanto, segundo os engenheiros que participaram do projeto do F-16, seria impossível o próprio voo desta aeronave sem esse sistema, pois o projeto é aerodinamicamente instável e para se manter no ar é preciso fazer uso desse controle eletrônico. Jatos comerciais da Airbus também usam esse sistema.
A Embraer (Empresa Brasileira de Aeronáutica) realizou no dia 27 de Novembro de 2012 o primeiro voo da aeronave Legacy 500, a primeira da empresa utilizar o sistema Full Fly by Wire. A empresa utiliza da tecnologia Fly by Wire nas aeronaves Legacy 450 e 500.
Nos carros também é usado um sistema semelhante, denominado drive-by-wire, onde um sistema de controle eletrônico administra os dispositivos de controle (acelerador, freio e direção de um automóvel). Esse sistema é visto em carros de alta performance (Fórmula 1, Ferrari, Mclaren,etc), tendo como exemplo o controle de tração (proibido há algumas temporadas) e o acelerador automático.

## História

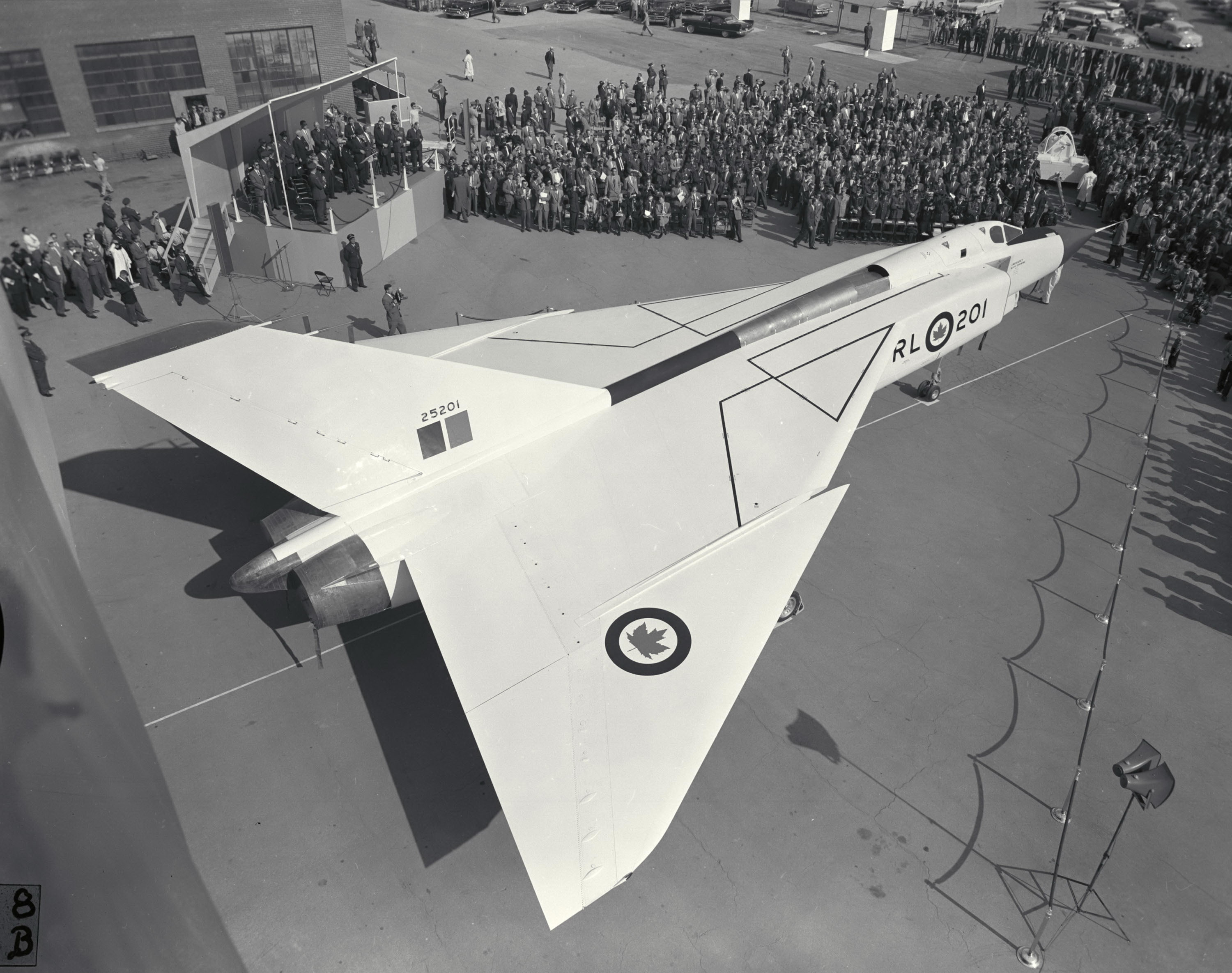
Avro Canada CF-105 Arrow, a primeira aeronave não experimental que voou com um sistema de controle de voo fly-by-wire

O primeiro teste com superfícies de controle operadas com servos elétricos ocorreu na década de 1930, com a aeronave soviética Tupolev ANT-20, onde fios e servos elétricos substituíram longas conexões mecânicas e hidráulicas.
A primeira aeronave com controles fly-by-wire puros e nenhum sistema mecânico redundante foi o Veículo de Pesquisa e de Pouso Lunar (LLRV), que voou pela primeira vez em 1964.
A primeira aeronave não experimental que voou com controles de voo fly-by-wire foi o Avro Canada CF-105 Arrow, em 1958, um feito não repetido com aeronaves de linha de produção até chegar o Concorde, em 1969. Esse sistema, que também incluía componentes em estado sólido e sistemas de redundância, foi projetado para ser integrado com um sistema de navegação computadorizado, com pesquisa automática e vigilância radar, sendo controlado por um sistema em solo através de uplink e downlink de dados e provia um sistema de sensação artificial de dureza ao piloto.

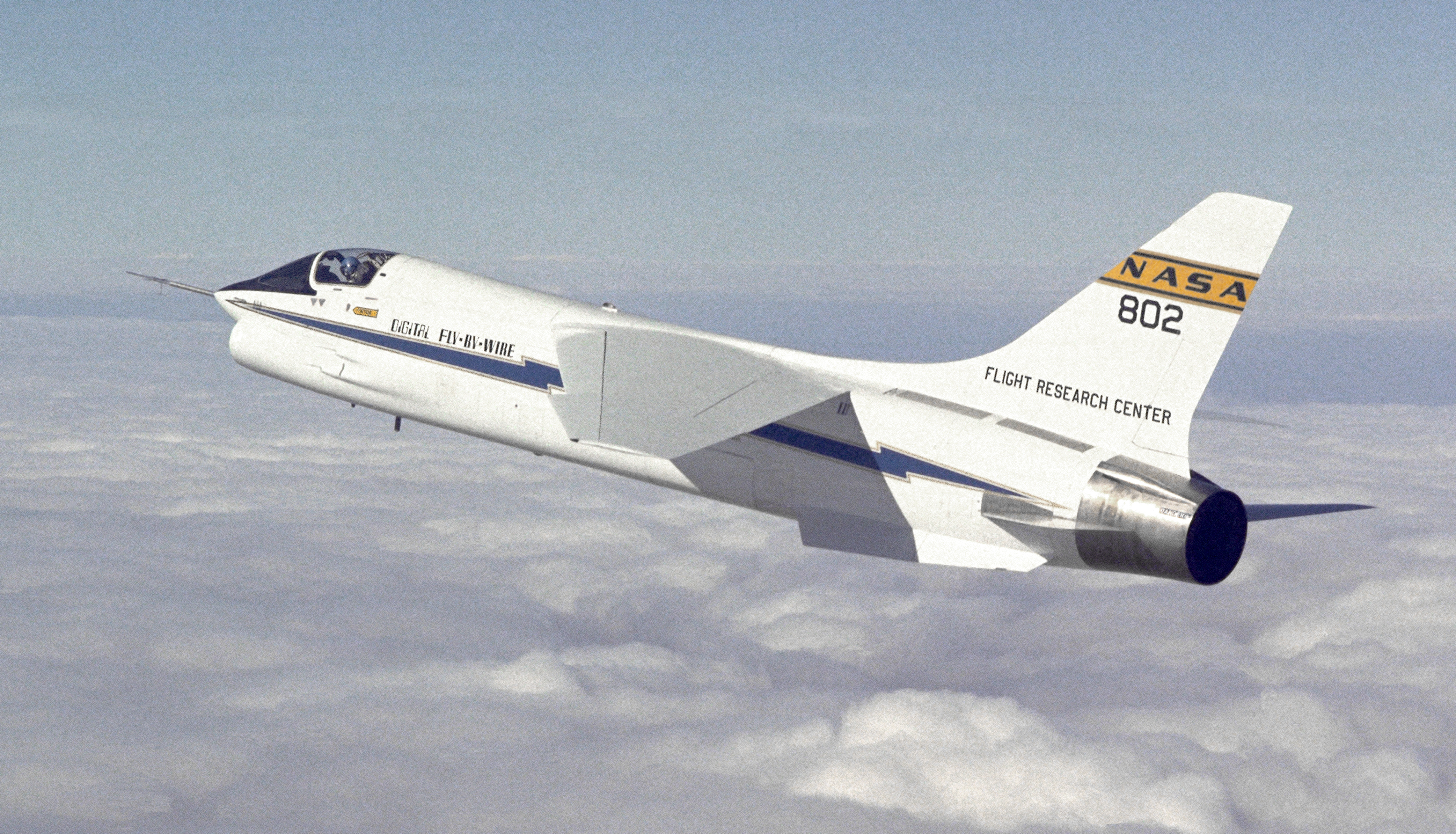
Aeronave de teste F-8C Crusader com sistema fly-by-wire

O primeiro teste com uma aeronave de asa fixa usando um sistema fly-by-wire digital sem um sistema mecânico de redundância a decolar (em 1972) foi um F-8 Crusader, que foi transformado eletronicamente pela NASA em uma aeronave de teste. Essa aeronave foi precedida em 1964 pelo Veículo de Pesquisa e de Pouso Lunar (LLRV), que foi pioneiro no voo fly-by-wire sem sistemas de redundância mecânicos. Na União Soviética, o Sukhoi T-4 também voou. Mais ou menos na mesma época, uma variante do caça britânico Hawker Hunter foi modificada para adicionar controles de voo fly-by-wire para o piloto do assento direito.
A primeira aeronave a utilizar por completo o sistema o fly-by-wire foi o caça americano General Dynamics F-16.